# بروسک (سانتا کاتارینا)
بروسک (به پرتغالی: Brusque) یک منطقهٔ مسکونی در برزیل است که در سانتا کاتارینا واقع شده‌است. بروسک ۲۸۴٫۷۴۹ کیلومتر مربع مساحت و ۱۳۷٬۶۸۹ نفر جمعیت دارد و ۲۱ متر بالاتر از سطح دریا واقع شده‌است.